# Banc d'Uganda
El Banc d'Uganda (suahili: Benki Kuu ya Uganda) és el banc central d'Uganda. Establert el 1966, per llei del Parlament, el banc és propietat total del govern, però no és un departament governamental.

## Història
El 1979 i de nou el 1987, el Banc d'Uganda va aconseguir mantenir un tipus de canvi de 7 USh/= per 1 USD. A partir de 1987, l'FMI va donar suport al desenvolupament del Banc d'Uganda i va completar la seva primera etapa de recapitalització del banc central el 1997.
A l' AFI Global Policy Forum celebrada a Riviera Maya a Mèxic el 2011, el Banc d'Uganda va ser una de les 17 institucions reguladores originals que va prendre compromisos nacionals específics amb la inclusió financera en virtut de la Declaració Maya.
El juny de 2019, 7 directors del banc van ser acomiadats després de les acusacions d'imprimir els seus propis bitllets.

## Organització
El consell d'administració del Banc d'Uganda és l'òrgan suprem de formulació de polítiques del banc. El presideix el governador o, en el seu absència, el sotsgovernador.
Els deures i els poders del consell estan especificats per la Llei del Banc d'Uganda. Aquesta Llei fa que el consell sigui responsable de la gestió general dels assumptes del banc. El consell formula la política i assegura que es dugui a terme tot allò que el banc requereixi d'acord amb l'estatut, així com qualsevol altra cosa que estigui dins o sigui incidental al funcionament del banc.
El president d'Uganda nomena tant el governador com el sotsgovernador, per consell del gabinet, per a mandats de cinc anys renovables. La resta de membres del consell (no menys de quatre i no més de sis) són nomenats pel ministre d'Hisenda per a mandats de tres anys renovables. El secretari d'Hisenda és membre d'ofici de la junta. A juny de 2019, el banc donava feina a 1.066 persones. El banc d'Uganda és membre de l'Aliança per a la Inclusió Financera.

## Centres de divises
El banc central manté sucursals i centres de divises a diversos llocs del país, amb l'objectiu d'emmagatzemar, processar i controlar el subministrament de moneda al govern i a les institucions financeres privades a les ciutats, pobles i pobles dels voltants.